# فأر جيبي أهلب
فأر جيبي أهلب (الاسم العلمي: Chaetodipus hispidus) هو نوع من الحيوانات يتبع جنس فأر جيبي خشن من فصيلة الغوفرية.